# Rollerblade

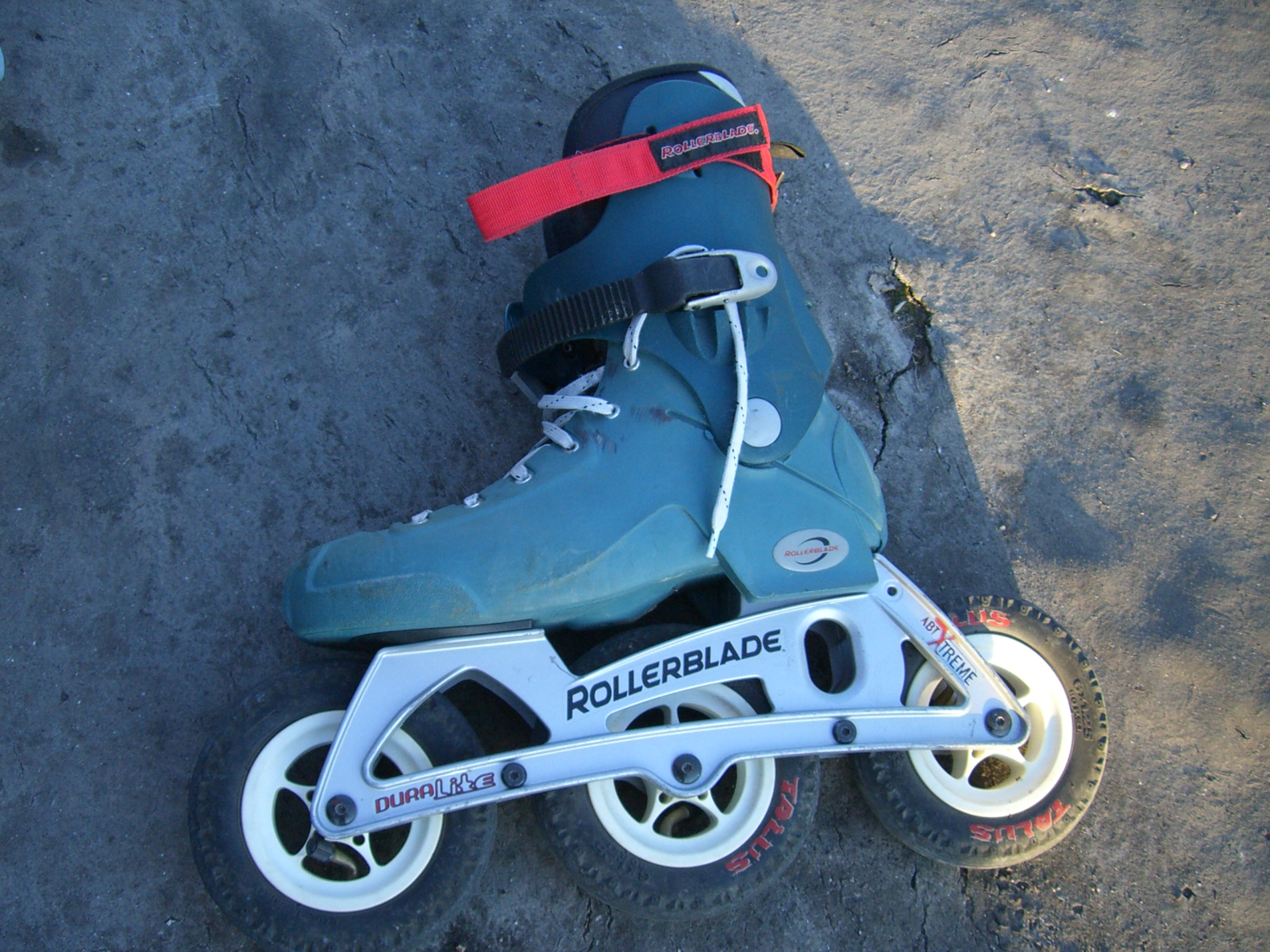
Rollerblade

Rollerblade är ett märke som bland annat gör "Aggressive inlines" (Inlines till för att grinda och åka i ramp med). För många är rollerblades synonymnt med inline.